# Bután
A bután vagy n-bután (C4H10) négy szénatomot tartalmazó egyenes szénláncú alkán:
CH3CH2CH2CH3. 
A bután nevet használják gyűjtőfogalomként is az n-butánra és az izobutánra, mely utóbbi az n-bután szerkezeti (konstitúciós) izomerje: 
CH3CH(CH3)2.
A bután igen gyúlékony, színtelen, könnyen cseppfolyósítható gáz.
A bután név a görögül boysz (βσυς: marha) és tyrosz (τυρος: túró, sajt) összetételéből, a boytyron (βσύ-τῡρον: vaj) szóból származik. A vajsav a butánhoz hasonló, ugyancsak négy szénatomból álló vegyület.

## Kémiai szerkezet
A bután izomerjének, az izobutánnak elágazó szerkezete van.

A bután két izomerjének szerkezete
n-bután
izobután